# Darkoti
Darkoti est un village de l'État de l'Himachal Pradesh en Inde, dans le district de Mandi, et l'ancienne capitale d'un État princier des Indes.

## Histoire
L'État de Darkoti a été fondée au XIe siècle par Durga Singh Kachhawa. Il a été par occupé par le Népal de 1803 à 1815 et a rejoint l'Union indienne le 15 avril 1948.

### Dirigeants:Rânas
...
- 1787-1803 Bal Ram (†1819)
- 1819-1838 Jathu Ram (†1838)
- 1838-1854 : Sutes Ram (†1854)
- 1854-1856 : Paras Ram (†1856)
- 1856-1883 : Ram Singh (†1883)
- 1883-1918 : Ramsaran Singh (1843-1918)
- 1918-1948 : Raghunath Singh (1881-1951)